# 阿刀王
阿刀王（あとおう、生年不詳 - 天平宝字7年5月7日（763年6月22日））は、奈良時代の皇族。名は安都王とも記される。一品・長皇子の子。官位は従四位下・義部卿。

## 経歴
天平15年（743年）二世王の蔭位を受け无位から従四位下に叙せられる。淳仁朝の天平宝字6年（762年）紀飯麻呂の致仕によりその後任として義部卿に任官したと想定される。天平宝字7年（763年）5月27日卒去。最終官位は義部卿従四位下。

## 官歴
『続日本紀』による。
- 天平15年（743年） 5月5日：従四位下（直叙）
- 天平宝字6年（762年） 日付不詳：義部卿
- 天平宝字7年（763年） 5月27日：卒去（義部卿従四位下）